# Lepturges hahneli
Lepturges hahneli là một loài bọ cánh cứng trong họ Cerambycidae.